# Withania yunnanensis
Withania yunnanensis är en potatisväxtart. Withania yunnanensis ingår i släktet Withania och familjen potatisväxter.

## Underarter
Arten delas in i följande underarter:
- W. y. bhutanica
- W. y. yunnanensis